# Pawieł Łungin
Pawieł Siemionowicz Łungin, ros. Павел Семёнович Лунгин (ur. 12 lipca 1949 w Moskwie) – rosyjski reżyser, scenarzysta i producent filmowy.

## Życiorys
Laureat nagrody za reżyserię na 43. MFF w Cannes za film Taxi blues (1990). Wiele wyróżnień przyniósł mu również film Wyspa (2006), obwołany w Rosji filmem sezonu (m.in. nagrody Nika i Złoty Orzeł dla najlepszego filmu).
Przewodniczył jury Złotej Kamery na 60. MFF w Cannes (2007).